# James Levine
James Lawrence Levine (Cincinnati, 23 giugno 1943 – Palm Springs, 9 marzo 2021) è stato un direttore d'orchestra statunitense.

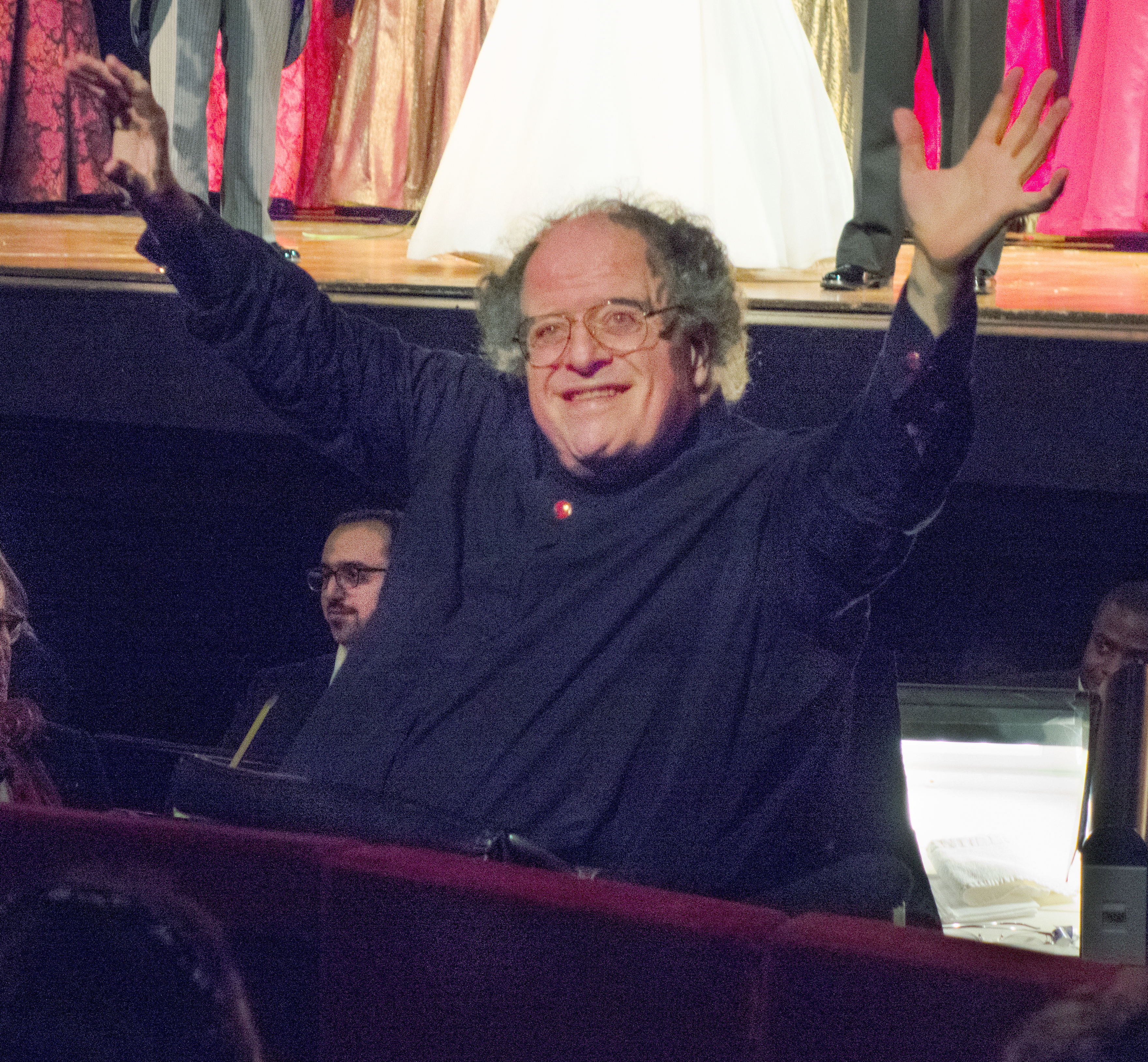
James Levine (2013)

È stato uno dei più famosi direttori d'orchestra, meglio conosciuto come il direttore dell'orchestra della Metropolitan Opera di New York e della Boston Symphony Orchestra. Tra i numerosi riconoscimenti che ha ricevuto spicca la National Medal of Arts.

## Biografia

### Gioventù
James Levine nasce a Cincinnati, in Ohio, in una famiglia di musicisti. Suo nonno materno era cantore in una sinagoga, suo padre era un violinista, leader di un'orchestra da ballo, mentre sua madre era un'attrice. Levine inizia a studiare pianoforte sin da bambino e tiene il suo primo concerto all'età di 10 anni, cimentandosi con il Concerto per Pianoforte No.2 di Felix Mendelssohn durante un grande concerto di giovanissimi organizzato dalla Cincinnati Symphony Orchestra.
Prosegue i suoi studi con Walter Levin, primo violinista del Quartetto LaSalle. Nel 1956 continua lo studio del pianoforte con Rudolf Serkin alla Marlboro Music School and Festival, in Vermont. Durante l'anno successivo prende lezioni anche da Rosina Lhévinne alla Aspen Music School. Dopo essersi diplomato alla Walnut Hills High School, la prestigiosa scuola di Cincinnati, Levine viene ammesso nel 1961 alla Juilliard School a New York, prendendo lezioni di direzione d'orchestra da Jean Morel. Si diploma alla Juilliard School nel 1964 ed entra a far parte dell'"American Conductors Project" (progetto dei direttori d'orchestra americani) in connessione alla Baltimore Symphony Orchestra.
Dal 1964 al 1965, Levine è apprendista di George Szell con l'Orchestra di Cleveland, dopodiché diventa suo assistente fino al 1970. Quell'anno Levine fa il suo debutto come direttore d'orchestra in qualità di direttore ospite con la Orchestra di Filadelfia. In quello stesso anno si esibisce inoltre con la Welsh National Opera e la San Francisco Opera. Levine inizia una fitta collaborazione con la Chicago Symphony Orchestra. Nel 1999, su richiesta di Roy E. Disney, adatta la musica e dirige la Chicago Symphony Orchestra per la colonna sonora di Fantasia 2000 della Walt Disney Pictures.

### Carriera alla Metropolitan Opera
James Levine fa il suo debutto alla Metropolitan Opera nel giugno 1971 con la Tosca di Giacomo Puccini. Il successo è tale da portarlo a frequenti apparizioni e, infine, a diventare il Direttore Musicale della Metropolitan Opera nel 1976. Nel 1983 collabora come direttore d'orchestra e musicale al film La traviata di Franco Zeffirelli. Sotto la direzione di Levine, l'orchestra e il coro della Metropolitan Opera diventano uno degli ensembles più attivi a livello mondiale.  
Tra le opere più importanti condotte da Levine nel Met vi è la Carmen di Georges Bizet, della quale in particolare spicca la rappresentazione eseguita nel 28 febbraio 1987 con la presenza di José Carreras, Agnes Baltsa, Samuel Ramey e Leona Mitchell.
Nel dicembre 2017, accusato da tre uomini di averli molestati sessualmente negli anni '80, Levine è stato sospeso dalla Metropolitan Opera, che ha annullato tutti i suoi impegni con il maestro. Il 12 marzo 2018 la Metropolitan Opera annuncia di aver licenziato Levine. La sua inchiesta ha rivelato che Levine "si era impegnato in comportamenti sessualmente offensivi e molesti nei confronti di artisti vulnerabili nelle prime fasi della loro carriera". Lo stesso Levine ha citato in giudizio la Metropolitan Opera alla Corte Suprema dello Stato di New York per violazione di contratto e diffamazione il 15 marzo 2018, tre giorni dopo che l'azienda lo ha licenziato, chiedendo oltre $ 5,8 milioni di danni. Il Met ha negato le accuse di Levine. Nell'agosto del 2019 il Metropolitan Opera e Levine hanno annunciato di aver trovato un accordo per appianare la disputa, senza però rivelarne le condizioni.

### Concerti in Europa
Nonostante il suo costante impegno con orchestre americane, prima su tutte la Boston Symphony Orchestra, Levine si esibisce regolarmente in Europa con i Wiener Philharmoniker, i Berliner Philharmoniker, con la Philharmonia Orchestra di Londra, la Sächsische Staatskapelle Dresden ed al Festival di Bayreuth. Dal 1999 al 2004, Levine è stato anche direttore della Münchner Philharmoniker Orchestra. Si esibisce inoltre in musica da camera e come pianista accompagnatore di Lieder.
James Levine è Direttore Musicale Onorario della UBS Verbier Festival Orchestra, l'orchestra ospitante dell'omonimo festival che si tiene annualmente a Verbier, in Svizzera. Il sito internet dell'orchestra descrive Levine come "uno stimato direttore d'orchestra, ma anche un maestro appassionato". Levine stesso dichiarò in un'intervista nel 2004:

### Morte
È morto a Palm Springs, in California, il 9 marzo 2021, all'età di 77 anni. La notizia del decesso è stata resa pubblica solo il 18 marzo dal medico personale di Levine, Len Horovitz.